# Martino Hammerle-Bortolotti

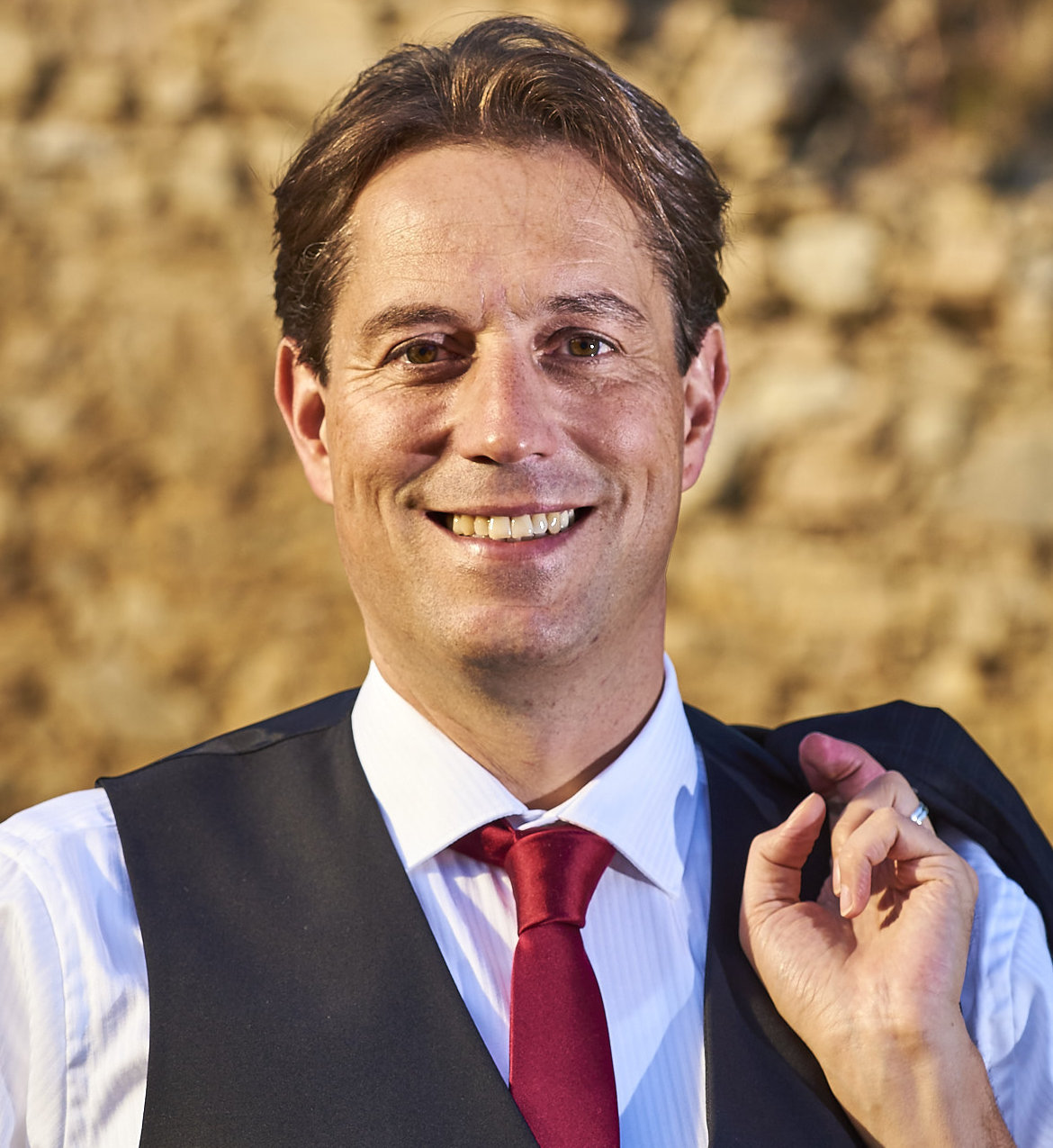
Martino Hammerle-Bortolotti, 2016

Martino Hammerle-Bortolotti (* 25. Juli 1969 in Innsbruck) ist ein österreichischer Opern- und Konzertsänger der Stimmlage Bariton, Arrangeur, Musikforscher und Übersetzer.

## Leben und Wirken
Hammerle-Bortolotti erhielt als Kind Klavier-, Orgel- und Klarinettenunterricht. Ab 1984 wirkte er an der Kirche Maria am Gestade in Innsbruck als Organist und Chorleiter. 1995 absolvierte er ein Studium der Betriebswirtschaftslehre an der Leopold-Franzens-Universität. Er studierte Gesang an der Musikhochschule Freiburg, in Brünn und bei Paolo di Napoli in Florenz.  Mehrfach erhielt er ein Stipendium der Universität South Carolina für Studienaufenthalte in der Toskana.
1999 debütierte er an der Brünner Janáček-Oper als Papageno in Mozarts Zauberflöte und sang an der Staatsoper Prag. Ab dem Jahr 2000 war er Ensemblemitglied der Südböhmischen Oper in Budweis und sang dort Rollen wie den Háraschta in Das schlaue Füchslein von Janáček, Gaudenzio in Rossinis Oper Il signor Bruschino und Budivoj in der Oper Dalibor von Smetana.
Mit dem Kammermusik-Ensemble Camerata Brunae widmet er sich der Pflege Alter Musik. Mit dem Instrumentalensemble I Solisti della Scala und dem Orchestra Filarmonica Europea, mit dem er regelmäßig zusammenarbeitet, trat er 2010 mit einem Mozart-Programm u. a. in der Züricher Tonhalle auf. Außerdem konzertierte er gemeinsam mit der Philharmonie Südwestfalen, der Mährischen Philharmonie Olmütz, mit dem Brünner Philharmonischen Chor und Chören wie Coro Bach di Milano und Melodie Jihlava sowie zahlreichen weiteren Konzertchören und Kinderchören. Er sang beim Rossini-Festival Wildbad, wurde 2011 zum Festival Della Canzone Italiana in Belgio in Brüssel eingeladen und unternahm mit dem Mährischen Klaviertrio Tourneen durch Mähren.
Er trat mit Soloabenden in verschiedenen Städten auf in Österreich, Italien, Tschechien, in der Slowakei, dort auch beim Musiksommer in Nitra sowie in Polen im Rahmen des Musikfestivals der Stadt Giżycko. Er sang in Konzerten und Soloabenden außerdem auf zahlreichen Schlössern wie Schloss Bojnice, Schloss Hluboká, Schloss Kynžvart, Schloss Valtice, Schloss Seisenegg, Schloss Wilfersdorf und Schloss Zeillern. In Wien konzertierte er unter anderem im Marmorsaal von Schloss Belvedere, im Barocksaal des Alten Rathauses, im Lehár-Schikaneder-Schlössl, im Italienischen Kulturinstitut und im Bezirksmuseum Wien-Josefstadt. Er trat außerdem in der Residenz des österreichischen Botschafters in Prag auf sowie in Kirchen wie der Innsbrucker Kirche Maria am Gestade, der Basilika von Rajhrad sowie in Stift Rein und Stift Klosterneuburg.
Hammerle-Bortolotti lebt seit 1995 in Brünn und abwechselnd auch in Wien und Florenz.

## Arbeit als Arrangeur
Aus Anlass der 300. Wiederkehr des Geburtstages von Kaiserin Maria Theresia im Jahr 2017 arrangierte Hammerle-Bortolotti den ersten Teil des Maria-Theresianischen Gesangsbuchs für Bariton und Bläserquintett. Die 24 Lieder wurden bei einem Gedenkkonzert im Rahmen der Napoleonischen Tage 2017 auf Schloss Austerlitz sowie bei den Festtagen „Audienz bei Kaiser Karl I“ in Brandeis an der Elbe aufgeführt.
Weiters bearbeitete er das Notenmaterial für Teile der vergessenen Oper Die Templer in Mähren von Karel Šebor, die dem Publikum 2018 bei einem Konzert in der Schlossreithalle in Valtice vorgestellt wurden. 2019 verfasste er für die tschechische Theateragentur Dilia komplett neues und digitalisiertes Orchestermaterial der Oper Hedy von Zdeněk Fibich.
Im Jahr 2022 arrangierte er auf Grundlage der Originalpartitur aus der Musiksammlung der Österreichischen Nationalbibliothek die weltliche Kantate Der Tyroler Landsturm von Antonio Salieri in Zusammenarbeit mit dem Salieri-Experten Timo Jouko Herrmann. Die Bassarie wurde bei einem Konzert im Rahmen des Babylonfests in Brünn dem Publikum vorgestellt.

## Repertoire
Hammerle-Bortolottis Opern-Repertoire beinhaltet Werke von Mozart und des klassischen Belcanto sowie Werke von Puccini, Leoncavallo, Verdi und Wagner. Seit den 2010er Jahren konzentriert er sich auf Opernarien von Giuseppe Verdi und des tschechischen Komponisten Zdeněk Fibich. Außerdem singt er Operettenarien von Franz Léhar, Johann Strauss und Musicals sowie italienische Lieder. Sein Rollen-Repertoire umfasst u. a.:
- Belcore in L’elisir d’amore von Gaetano Donizetti
- Harašta in Das schlaue Füchslein von Leoš Janáček
- Figaro und Graf Almaviva in Le nozze di Figaro von Wolfgang Amadeus Mozart
- Nardo in La finta giardiniera von Wolfgang Amadeus Mozart
- Papageno in Die Zauberflöte von Wolfgang Amadeus Mozart
- Gaudenzio in Il signor Bruschino von Gioachino Rossini
- Budivoj in Dalibor von Bedřich Smetana